# Михайловка (Чернобаевский район)
Михайловка (укр. Михайлівка) — село в Чернобаевском районе Черкасской области Украины. Расположено на реке Лящовка (Глубокая).
Почтовый индекс — 19941. Телефонный код — 4739.

## Население
В 1862 году в деревне владельческой Михайловка было 30 дворов где проживало 214 человек (98 мужского и 116 женского пола).
Население по переписи 2001 года составляло 284 человека.

### Языковой состав
Родной язык населения по данным переписи 2001 года:
| Язык       | Численность, чел. | Доля     |
| ---------- | ----------------- | -------- |
| Украинский | 279               | 98,24 %  |
| Русский    | 4                 | 1,41 %   |
| Другое     | 1                 | 0,35 %   |
| Итого      | 284               | 100,00 % |

## Местный совет
19940, Черкасская обл., Чернобаевский р-н, с. Великая Буромка, ул. Л. Украинки, 22

## История
С 1856 года в селе есть Троицкая церковь.
Есть на карте 1869 года.